# Hong Kong Eastern Long Lions
Hong Kong Eastern Long Lions, là 1 đội bóng rổ của Câu lạc bộ thể thao Đông Phương, Là một câu lạc bộ bóng rổ Hồng Kông chuyên nghiệp cạnh tranh trong Hạng A1 Hong Kong  và Giải bóng rổ nhà nghề Đông Nam Á từ năm 2016.
Câu lạc bộ được quốc tế biết đến bởi vì một số cầu thủ của họ đã đại diện cho các đội tuyển quốc gia châu Á tại FIBA Asia Championship.

## Tuyển thủ đáng chú ý
Để xuất hiện trong phần này người chơi phải có:
- Đạt được một kỷ lục câu lạc bộ hoặc giành được một giải thưởng cá nhân như là một cầu thủ chuyên nghiệp.
- Chơi ít nhất một trận đấu quốc tế chính thức cho đội tuyển quốc gia cấp cao của anh ta hoặc một trận đấu thuộc NBA bất cứ lúc nào.
- Chan Siu Wing
- Cheng Kam Hing
- Lee Ki